# Tritracheoniscus cerrutii
Tritracheoniscus cerrutii là một loài chân đều trong họ Trachelipodidae. Loài này được Vandel miêu tả khoa học năm 1958.